# Chiliasmus

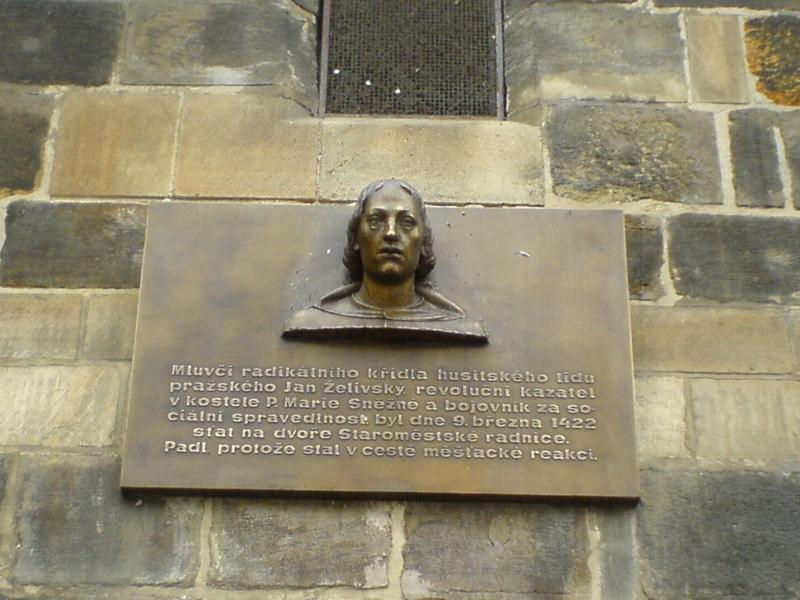
Jan Želivský, nejvýraznější postava českého chiliasmu

Chiliasmus (z řeckého χίλιοι chilioi, tisíc) neboli milenarismus či milenialismus (z latinského millenium tisíciletí) znamená zejména křesťanské očekávání Boží pozemské říše trvající tisíc roků (srovnej eschatologie), jíž budou ukončeny světové dějiny. Křesťanský chiliasmus se odvolával hlavně na biblickou knihu Zjevení Janovo.
Výraznější roli hrál chiliasmus v některých obdobích zvýšené náboženské vnímavosti jako byly počátky husitství nebo reformace – konkrétně některých jejích proudů (novokřtěnci v Münsteru).

## Původ
Snahy odhalit Boží plán budoucnosti (eschatologie) navazují na starozákonní knihu Daniel (Dn 7) a některé apokryfy (Baruch, slovanský Henoch), číslovka 1000 pochází patrně z Žalmu 90,4. Rozhodující pro křesťanský chiliasmus byla kniha Zjevení Janova (Apokalypsa), jejíž výklad je ovšem velmi obtížný a sporný. Přesto lze v textu rozpoznat určité schéma, v němž konečné, věčné spáse předchází právě tisíciletá říše (Zj 20,1–10). Předpokladem pro vznik tisícileté říše je spoutání Satana (ďábla) andělem, který sestupuje z nebe a spoutaného Satana uvrhuje na tisíc let do propasti. Následuje částečné vzkříšení Kristových učedníků. Po uplynutí tisíciletí bude Satan propuštěn z propasti a dojde ke konečné eschatologické bitvě, po níž je Satan zničen svrhnutím do ohnivého jezera.

## Historie
Raně křesťanská církev rozvinula chiliasmus paralelně k judaismu do podoby nauky, která se udržela – přes stálé oslabování – až do doby sv. Augustina, jenž pod vlivem Tichonia přispěl k nejvýznamnější změně obsahu chiliasmu od doby apoštolů. Chiliasmus tvořil významný element v chronologických spekulacích s délkou kosmického týdne dokončené obnovy stvoření v starozákonní knize Genesis. Jak dokazují odkazy z Listu Barnabášova 15,3–9, novozákonního apokryfu, rozuměl pisatel tohoto spisu tisíciletému panování Krista jako poslednímu článku z 6000 let trvajícího úseku od stvoření světa, podle vzoru šesti stvořitelských dnů z Genesis. Každý stvořitelský den byl předobrazem pro počítání jednotlivých eschatologických dnů trvajících 1000 let na základě verše ze žalmu 90,4 o dni, který u Boha trvá tisíc let. Na tento text odkazuje také Druhý list Petrův 3,8. Oba texty připravily chiliastům různých směrů půdu pro nejrůznější spekulativně-chronologické koncepce, jež se v různých obměnách objevují dodnes. 
Za hlavní raně křesťanské představitele chiliasmu konce 2. století jsou považování Papias z Hierapole, sv. Justin Mučedník, sv. Irenej z Lyonu, Metoděj z Olympu a Viktorín z Ptuje. Zatímco Papiovy texty jsou dochovány jen fragmentárně v podobě citátů u Eusebia a Ireneje z Lyonu, poskytuje Justin Mučedník okolo roku 150 širší pohled na chiliaistické představy své doby (Dialog s Tryfónem, kap. 80). Nejrozvinutější systém chiliasmu nacházíme pak v závěrečných kapitolách páté knihy Proti bludům (Adversus haereses) Ireneje z Lyonu. Irenejův žák, sv. Hippolyt Římský pokračuje v tradici svého učitele, ale jeho řecky psaný komentář na knihu Daniel (první křesťanský komentář této knihy) a Demonstratio de Christo et Antichristo (O Kristu a Antikristu) nachází na sklonku 2. století s ústupem řečtiny před latinou jen slabou odezvu. Chiliasmus sloužil těmto otcům především jako účinný nástroj v boji proti gnózi, jež popírala vzkříšení těla a pozitivní hodnotu hmoty a dějin.
Již ve 3. století se formuje v samotném křesťanství též opačný názor a dochází ke spiritualizaci výkladu Písma, zvláště Janova Zjevení. Eusebios z Césareje, sv. Řehoř z Nyssy, Epifanios a Theodoretos z Kyrrhu chiliasmus odmítají. Ondřej z Césareje (počátek 7. století) píše, že chiliastické komentáře Janovy Apokalypsy (Irenejovy, Hippolytovy a od Metoděje z Olympu) církev neuznává a chápe 1000 let jako dobu od Kristova vtělení až do Antikrista.
Svatý Augustin sice zprvu zastával chiliastický výklad Apokalypsy, ale pak se přiklonil k názoru, zastávanému už Tichoniem a Augustinovým přítelem Jeronýmem, a chiliasmus odmítl. Jeho autoritou se pak v latinském křesťanství považoval za heretický (sv. Tomáš Akvinský (1225–1274), i když nebyl nikdy oficiálně odsouzen. Lidový chiliasmus ožil v očekávání roku 1000 a hrál roli při vzniku Křížových výprav. Ve zduchovnělé podobě myšlenku oživil Jáchym z Fiore (asi 1130–1202). V jeho době a částečně i přímo u něj lze hledat počátky pozdějšího evropského dispenzionalismu, jenž se plně rozvinul v církvi adventistů a jeho dalších variantách.
Eschatologické nálady hrály velkou roli v českých reformních snahách 14. století a obec, která se roku 1419 shromáždila na Táboře, očekávala bezprostřední příchod Kristovy říše (kněz Martin Húska, řečený Loquis). Rozkol v západním křesťanství během reformace vyvolal také znovuoživení chiliasmu, a to na obou stranách – jak v katolictví, tak v protestantství. V chiliasmu našla svoji ideovou základnu i různá sociálně-revoluční hnutí – v příslibu zlatého věku – jako např. státní zřízení novokřtěnců v Münsteru v 16. stol. Augsburské vyznání chiliasmus odsoudilo jako heretické učení, v německy mluvících zemích jej však oživil radikální pietista Johann Albrecht Bengel (1687–1752) svým výkladem Apokalypsy a zejména chronologickými spekulacemi, na něž navázala řada osvíceneckých autorů na toto téma. V anglickojazyčných zemích lze uvést např. jméno Isaaca Newtona. 
Tyto přímé vlivy a dějinné události 18. a začátku 19. století (napoleonské války, první velké katastrofy vlivem urbanizace a populační exploze) našly své východisko ve vystěhovalectví do Severní Ameriky. Zde došlo k prolnutí různých směrů a dalo vznik zejména Církvi adventistů a Svědkům Jehovovým, kteří působí až dodnes. K Tisícileté říši se odvolávají i některá nová náboženská hnutí, mezi nimi například i Hnutí Grálu.
Koncem 19. a v první polovině 20. století byl chiliasmus zdiskreditován politickým zneužitím, zejména „tisíciletou říší“ Adolfa Hitlera.